# فرودگاه توخه
فرودگاه تؤخه (به انگلیسی: Teuge Airport) (به زبان بومی: Vliegveld Teuge) یک فرودگاه همگانی است که یک باند فرود بتن و آسفالت دارد و طول باند آن ۱٬۱۹۹ متر است. این فرودگاه در شهر دفنتر کشور هلند قرار دارد و در ارتفاع ۵ متری از سطح دریا واقع شده‌است.